# 楚灭黄之战
楚灭黄之战發生於前648年（周襄王四年、鲁僖公十二年、楚成王二十四年），楚国军队攻灭黄国（今河南省潢川县西北）的作战。
齐桓公称霸中原后，原附于楚国的黄国叛楚亲近齐国，不向楚国纳贡，说“从郢都到我国有九百里，楚国哪能危害我国”。前649年冬，楚成王在灭弦国之后，以黄国叛楚为借口，发兵攻打黄国。前648年夏，楚再度攻打黄国。黄国虽与齐国结盟，但与齐国相距很远，齐桓公正忙于率诸侯联军援救卫国抵御狄人，无力南顾，黄国亡于楚国。